# Imilla
Imilla es una palabra procedente de la lengua aimara y cuyo significado en castellano es "niña" o "joven","chica" de 6 a 25 años de edad.
Hoy en día, principalmente en países como Bolivia, donde persiste una sociedad colonizada internamente, en algunas capas de la sociedad se emplea el uso de la palabra "Imilla" como una forma de expresión peyorativa hacia las mujeres debido a que antes de la insurrección de 1952, la elite boliviana utilizaba al "indio" como una fuerza de trabajo gratuita ("pongo"), y era común utilizar a las hijas de los indios ("imillas") como trabajadoras domésticas. Sin embargo, la mayor parte de la población emplea el significado real y literal de la palabra imilla; inclusive en contextos en que se quiere denotar cariño a una mujer.
La danza imilla muniris es una danza de cortejo y enamoramiento del departamento de Moquegua, cuyo nombre en aimara significa "muchacha bonita". Inicia su proyección con el pago a la madre tierra o pacha mama, rescatando elementos y personajes inmersos en este ritual dando lugar movimientos alegres, ágiles y de fuerza representando las características de los jóvenes solteros en busca de pareja. Durante el festival de la fertilidad en las comunidades indígenas, los jóvenes solteros se reúnen con el fin de encontrar una chica que llevaba un florido mate. Los lujosos sombreros multicolores dan la señal de su disponibilidad, mientras que los hombres se acercan a las niñas con poemas de amor persuasivos y canciones.